# San Antonio Chuc
San Antonio Chuc är en ort i Mexiko.   Den ligger i kommunen Tunkás och delstaten Yucatán, i den östra delen av landet, 1 100 km öster om huvudstaden Mexico City. San Antonio Chuc ligger 23 meter över havet och antalet invånare är 289.
Terrängen runt San Antonio Chuc är mycket platt. Runt San Antonio Chuc är det glesbefolkat, med 8 invånare per kvadratkilometer. Närmaste större samhälle är Tunkas, 10,4 km norr om San Antonio Chuc. I omgivningarna runt San Antonio Chuc växer i huvudsak lövfällande lövskog.